# سيمون لازاروس
سيمون لازاروس (بالإنجليزية: Simon Lazarus)‏ هو شخصية أعمال أمريكي، ولد في 1820 في فورتمبيرغ، وتوفي في 1877 في كولومبوس في الولايات المتحدة.